# Volkswagen DRIVING WITH YOU
『Volkswagen DRIVING WITH YOU』（フォルクスワーゲン ドライビング・ウィズ・ユー）は、2024年4月7日からJ-WAVEで放送されているラジオ番組。

## 概要
フォルクスワーゲンが、「ピープルズカー」であり続けることを使命とし、幅広く人々から愛されるためのブランド戦略「Love Brand」の一環として、デジタル音声メディアに着目し、2024年4月にスタートするラジオ番組。
ナビゲーターとして、ドイツで誕生したフォルクスワーゲンと同じく、デュッセルドルフ生まれの生田絵梨花（元乃木坂46）が起用された。
番組ハッシュタグは「#driving813」。

## ナビゲーター
- 生田絵梨花（2024年4月7日 - ）

## 放送日時
| 放送期間       | 放送時間           | 放送局 | 対象地域 | 備考  |
| -------------- | ------------------ | ------ | -------- | ----- |
| 2024年4月7日 - | 日曜 12:00 - 12:54 | J-WAVE | 東京都   | [ 1 ] |